# Низкофоновая сталь
Низкофоновая сталь — любая сталь, содержащая сравнительно низкое количество радиоактивных изотопов. После начала проведения по всему миру ядерных испытаний в 1940-х годах, в атмосфере Земли возросло содержание радиоактивных веществ. Так как при выплавке стали используется атмосферный воздух, сталь тоже оказалась загрязнённой избыточными радиоактивными веществами. Низкофоновая сталь называется так потому, что она не подвержена такому ядерному загрязнению. Эта сталь использовалась в устройствах для обнаружения ионизирующих частиц, и поэтому требующих низкой собственной радиоактивности, например в счётчиках Гейгера. Нужно учитывать, что небольшое число радиоактивных веществ всегда содержится в стали, что вызвано природным углеродом-14 и другими природными радиоактивных изотопами, всегда содержавшимися в воздухе и руде. Но такой низкий уровень собственной радиоактивности вполне допустим для низкофоновой стали.
Низкофоновая сталь — это фактически любая сталь, произведённая до взрыва первых ядерных бомб. Одним из «источников» низкофоновой стали являлись старые корабли, построенные до испытания «Тринити». Их резали на металл ради получения низкофоновой стали. Наиболее известным «источником» являются корабли Флота открытого моря, затопленные в Скапа-Флоу. Другим источником являются старые товарные вагоны.
После прекращения атмосферных ядерных испытаний радиационный фон снизился до уровня, близкого к естественному. Нужда в специальной низкофоновой стали отпала, поскольку теперь свежевыплавленная сталь имеет достаточно низкую радиоактивность, чтобы её можно было использовать в таких тонких устройствах.

## История

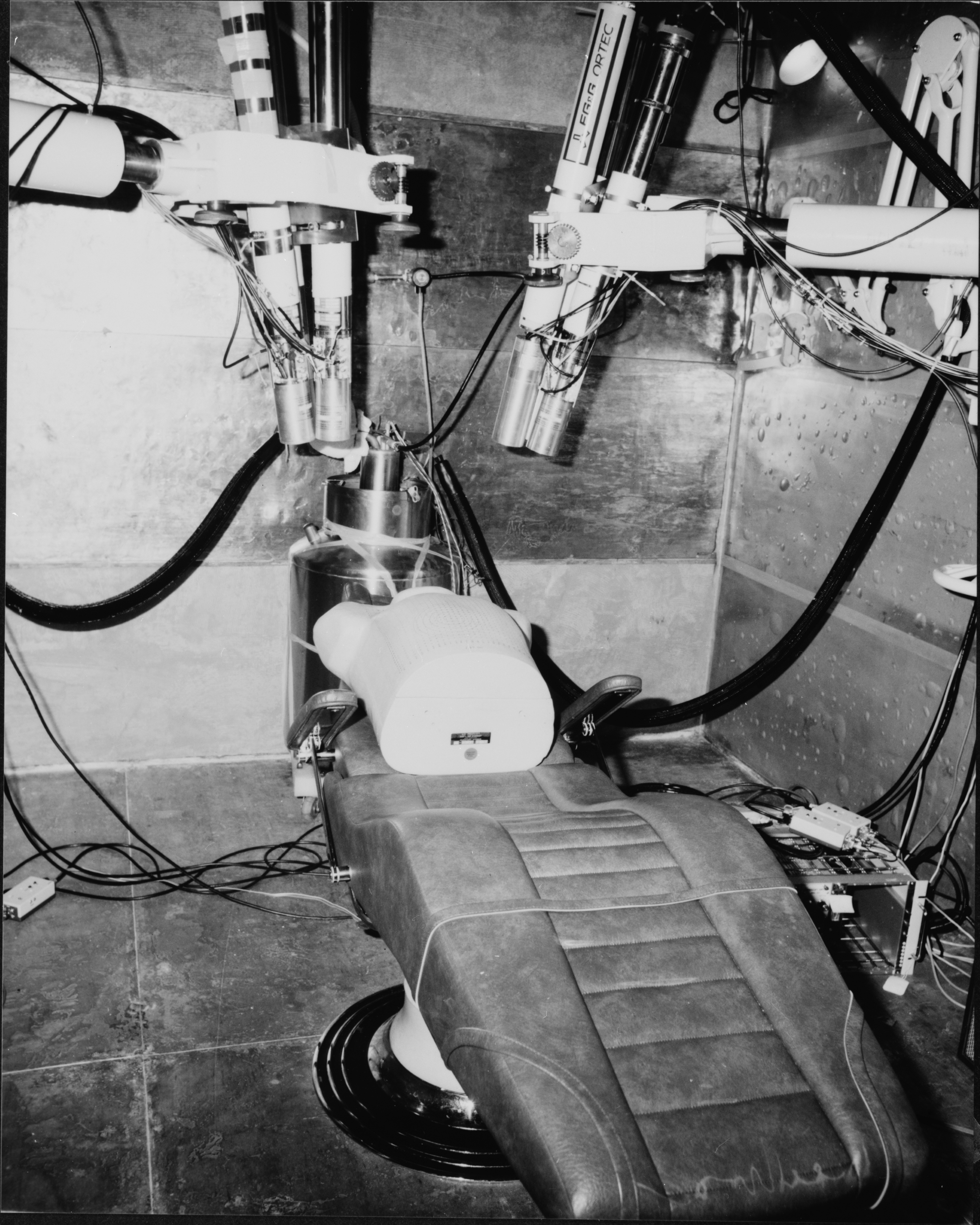
Медицинское оборудование для измерения полученной дозы радиации на заводе «Рокки Флэтс» в Денвере, штат Колорадо, произведено из низкофоновой стали довоенного производства

С 1856 года до середины XX века сталь производилась по бессемеровскому процессу, при котором сжатый воздух нагнетался в бессемеровские конвертеры, превращая чугун в сталь. К середине XX века многие сталелитейные заводы перешли на кислородно-конвертерный процесс, в котором вместо воздуха используется чистый кислород. Однако, поскольку оба процесса используют атмосферный газ, они подвержены загрязнению твёрдыми частицами, находящимися в воздухе. Современный воздух содержит радиоактивные изотопы, такие как кобальт-60, которые оседают в стали, придавая ей слабую радиоактивность.
Мировой уровень антропогенного радиационного фона достиг своего пика в 1963 году, он был на 0,11 мЗв/год выше естественного уровня. В этом году был принят Договор о запрещении испытаний ядерного оружия в атмосфере, космическом пространстве и под водой. С тех пор антропогенный радиационный фон снизился до 0,005 мЗв/год выше естественного уровня. В будущем этот уровень будет снижаться очень медленно, поскольку в настоящее время большая его часть приходится на изотопы с большим периодом полураспада. Это достаточно низкий уровень, поэтому в 2010 году журнал The Straight Dope констатировал, что «уменьшение количества радиоактивной пыли и наличие сложных приборов, корректирующих радиационный фон, означают, что в большинстве случаев теперь можно использовать обычную сталь».
Имели место случаи радиоактивного заражения кобальтом-60 при его переработке металлолома. Эти случаи были связаны с переработкой специальной аппаратуры, например радиотерапевтических аппаратов, а не просто обычного лома.

## Применения
Низкофоновая сталь применялась в:
- счётчиках Гейгера;
- медицинской аппаратуре, применяемой в радиотерапии;
- аппаратуре, применяемой в фотонике;
- сенсорах, стоящих на космических кораблях.

Поскольку эти устройства обнаруживают излучение, испускаемое радиоактивными материалами, то чтобы обеспечить необходимую чувствительность, им требуется чрезвычайно низкая собственная радиация. Низкофоновые ионизационные камеры изготавливаются из низкофоновой стали с чрезвычайно мощной радиационной защитой. Они используются для обнаружения самых незначительных ядерных выбросов.
Для изготовления изделия низкофоновую сталь не переплавляли, чтобы не допустить радиационого загрязнения. Наоборот, детали выпиливали из куска стали подходящего размера, для некоторых изделий требовался кусок очень большого размера, так что найти их можно было лишь на затонувших кораблях.